# Horst Kudritzki

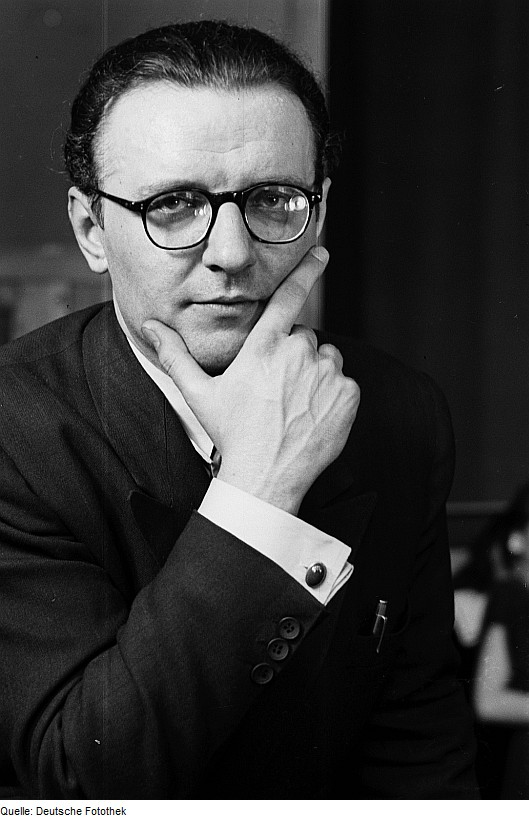
Horst Kudritzki, 1946

Horst Kudritzki (*  30. Januar 1911 in Königsberg (Preußen); † 2. Juli 1970 in Berlin) war ein deutscher Pianist, Arrangeur, Komponist und Bandleader der Jazz- und Unterhaltungsmusik.

## Leben und Wirken
Kudritzki studierte nach dem Abschluss des  Realgymnasiums in Berlin von 1928 bis 1932 am Stern’schen Konservatorium bei Alexander von Fielitz und Paul Graener (Dirigieren, Komposition, Instrumentation und Musikgeschichte); anschließend besuchte er die Musikhochschule bis zum Abschluss. Er arbeitete zunächst als Bearbeiter, Arrangeur und Pianist bei den Schallplattenfirmen Elektrola, Telefunken und Odeon. Ab 1936 war er freier Mitarbeiter als Kapellmeister, Komponist, Arrangeur und Pianist beim Reichsrundfunk tätig. Zwischen 1938 und 1944 wirkte er als Komponist und Arrangeur der Berliner Scala; er erwies sich dabei „als Swingexperte, obgleich seine ›kommerzielle Reputation‹ im Vordergrund stand“. Daneben arrangierte er ab 1941 für das Deutsche Tanz- und Unterhaltungsorchester swingorientierte Schlagermusik. Kudritzki stand 1944 in der Gottbegnadeten-Liste des Reichsministeriums für Volksaufklärung und Propaganda.
Zwischen 1945 und 1950 war er als Kapellmeister und Arrangeur des RBT-Orchesters tätig, das er nach der Demission von Michael Jary gemeinsam mit Erwin Lehn leitete. Nach der Auflösung des Orchesters war er seit 1950 musikalischer Lektor des Bohème Verlages, Wien, tätig und heiratete die Sängerin Gloria Astor. Daneben arbeitete er als Dirigent, Komponist und Arrangeur für die Orchester von FFB, SFB, NDR, WDR und die Schallplattenfirmen Elektrola, Telefunken sowie Bertelsmann. Seit 1956 war er auch als Gast-Dirigent des Ostberliner Deutschlandsenders tätig. Weiterhin schrieb er Filmmusiken (So toll wie anno dazumal, 1962) und Schlager (Deinetwegen, Märchen aus 1001 Nacht, Von acht bis um acht).
Sein Grab befindet sich auf dem Friedhof Grunewald-Forst.

## Lexikalische Einträge
- Jürgen Wölfer: Jazz in Deutschland. Das Lexikon. Alle Musiker und Plattenfirmen von 1920 bis heute. Hannibal, Höfen 2008, ISBN 978-3-85445-274-4.
- Bernd Meyer-Rähnitz, Frank Oehme, Joachim Schütte: Die „Ewige Freundin“ - Eterna und Amiga; Die Discographie der Schellackplatten (1947 - 1961), Albis International Bibliophilen-Verlag, Dresden-Ústí 2006, ISBN 80-86971-10-4